# Débarquement d'Italie
Campagne d'Italie de la Seconde Guerre mondiale
Batailles
Invasion de la Sicile
- Lampedusa
- Corkscrew
- Mincemeat
- Barclay
- Animals
- Chestnut
- Narcissus
- Fustian
- Ladbroke
- Gela
- Troina
- Centuripe

Invasion de l'Italie
- Baytown
- Avalanche
- Rome
- Slapstick
- Armistice de Cassibile
- Achse
- Naples
- Bombardement du Vatican
- Ligne Volturno
- Libération de la Corse
- Ligne Barbara
- Bombardement de Bari

Ligne Gustave
- Ligne Bernhardt
- Raincoat
- San Pietro Infine
- Rivière Moro
- Ortona
- Rivière Rapido
- Monte Cassino
- Shingle
- Cisterna
- Diadem
- Strangle
- Ligne Trasimene
- Libération de Rome
- Ancône
- Brassard

Ligne gothique
- Rimini
- Saint-Marin
- Gemmano
- Montecieco
- Monte Castello
- Garfagnana

Offensive du printemps 1945
- Tombola
- Bowler
- Roast
- Bologne
- Argenta Gap
- Herring
- Collecchio

Guerre civile italienne
L'invasion alliée de l'Italie est le débarquement amphibie allié sur l'Italie continentale qui a eu lieu à partir du 3 septembre 1943, pendant la campagne d'Italie de la Seconde Guerre mondiale. L'opération est entreprise par le 15e groupe d'armées du général Harold Alexander (comprenant la 5e armée américaine du général Mark W. Clark et la 8e armée britannique du général Bernard Montgomery) et suit le succès de l'invasion alliée de la Sicile. La principale force d'invasion débarque autour de Salerne le 9 septembre sur la côte ouest dans le cadre de l'opération Avalanche, tandis que deux opérations de soutien se déroulent en Calabre (opération Baytown) et à Tarente (opération Slapstick).

## Contexte

### Plan allié

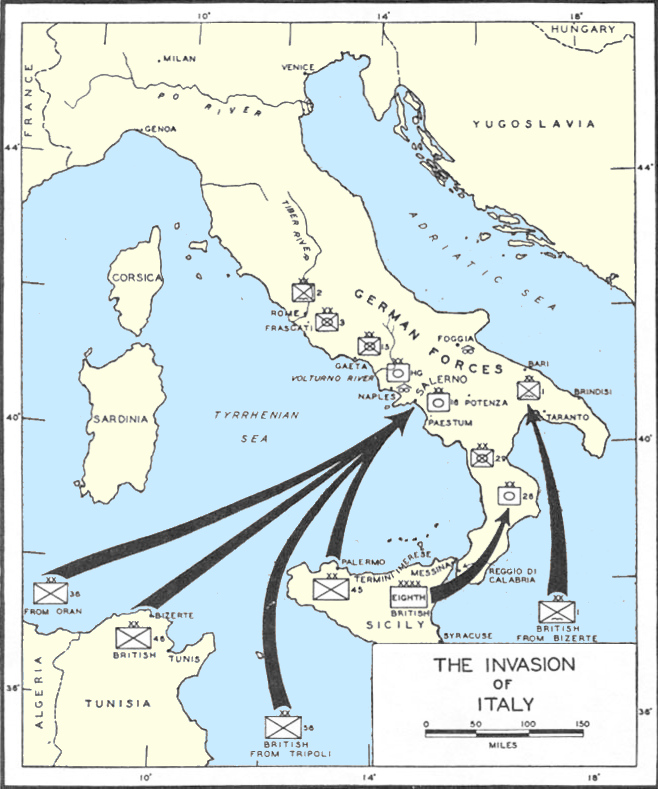
Carte de l'invasion de l'Italie.

Après la défaite des puissances de l'Axe en Afrique du Nord en mai 1943, un désaccord survient entre les Alliés sur la prochaine stratégie à adopter. Le Premier ministre britannique Winston Churchill voulait envahir l'Italie, qu'il avait surnommée en novembre 1942 « le ventre mou de l'axe » (le général américain Mark W. Clark l'appellera plus tard « un boyau dur »). Churchill, tout en constatant une baisse du soutien populaire italien, estime qu'une invasion éliminerait l'Italie des forces de l'Axe, affaiblissant ainsi leur influence en mer Méditerranée et l'ouvrant au trafic allié. Cela permettrait de réduire la capacité de transport nécessaire pour approvisionner les forces alliées au Moyen-Orient et en Extrême-Orient à un moment où la disposition de la capacité de transport alliée était en crise, permettant une augmentation des approvisionnements britanniques et américains vers l'Union soviétique. De plus, cela immobiliserait les forces allemandes. Joseph Staline, premier ministre de l'Union soviétique, avait pressé Churchill et Roosevelt pour ouvrir un « deuxième front » en Europe, avec pour objectif de réduire l'attention de l'armée allemande sur le front de l'Est, où le gros de ses forces combattait dans le plus grand conflit armé de l'histoire contre l'Armée rouge soviétique.
Cependant, le chef d'état-major de l'armée américaine, le général George Marshall, et une grande partie de l'état-major américain veulent éviter des opérations susceptibles de retarder l'invasion principale de l'Europe, discutée et planifiée dès 1942, et qui se matérialisera sous le nom d'opération Overlord en 1944. Lorsqu'il devient clair qu'aucune invasion trans-manche de la France occupée ne peut être entreprise en 1943, les deux parties conviennent d'une invasion de la Sicile, baptisée opération Husky, sans engagement pris pour des opérations de suivi. Après la campagne sicilienne réussie, Churchill et Franklin D. Roosevelt, conviennent de continuer à engager l'Axe dans l'intervalle précédant le début de la campagne dans le nord-ouest de l'Europe. Ces discussions duraient depuis la conférence Trident à Washington DC, en mai, mais ce n'est que fin juillet, avec la chute du Premier ministre fasciste italien Benito Mussolini, que les chefs d'état-major interarmées chargent le général Dwight D Eisenhower, le commandant suprême allié sur le Mediterranean Theater of Operations (MTO), à aller de l'avant le plus tôt possible.
Malgré le succès de la campagne, un nombre important de forces germano-italiennes réussissent à éviter la capture et à s'échapper vers le continent – l'Axe considérant cela comme un succès. Plus important encore, fin juillet, un coup d'État destitue Mussolini à la tête du gouvernement italien, qui commence alors à se approcher les Alliés pour faire la paix. Les alliés croyaient qu'une invasion rapide de l'Italie pourrait accélérer une reddition italienne et produire des victoires militaires rapides sur les troupes allemandes pouvant être piégées alors qu'elles se battaient dans un pays hostile. Cependant, la résistance fasciste italienne (et plus encore allemande) s'avèrent relativement forte et les combats en Italie se poursuivront même après la chute de Berlin en avril 1945. De plus, l'invasion laisse les Alliés dans une position délicate. Ceux-ci auront la tâche de fournir de la nourriture et des provisions au territoire conquis, fardeau qui serait autrement tombé sur l'Allemagne. À son tour, l'Italie occupée par une armée allemande hostile aurait créé des problèmes supplémentaires pour le commandant en chef allemand, le Generalfeldmarschall Albert Kesselring.
Les Alliés avaient initialement prévu de passer de l'île de Sicile à la zone de « l'arche » (Tarente) du continent italien, envisageant une invasion limitée de la « botte » italienne d'où ils doivent avancer sur la côte ouest, anticipant une défense solide par les forces allemandes et italiennes. Le renversement de Mussolini et des fascistes rend possible un plan plus ambitieux, et les Alliés décident de mener leur invasion sur deux fronts en combinant le passage de la 8e armée britannique sous le général Bernard Montgomery sur le continent avec la prise simultanée du port de Naples plus au nord. Bien qu'ayant conscience de la doctrine de Napoléon selon laquelle l'Italie, semblable à une botte, doit être pénétrée par le haut, les limites de portée des avions de combat alliés basés en Sicile réduisent leurs choix à deux zones de débarquement : l'un dans le bassin du Volturno au nord de Naples et l'autre au sud de Naples à Salerne (bien que séparé de Naples par la péninsule montagneuse de Sorrente). Les alliés choisissent Salerne car plus proche de leurs bases aériennes. De plus, la ville dispose de meilleures conditions maritime pour débarquer ; son port permet aux navires de transport de mouiller à proximité des plages, plus étroites pour la construction rapide de voies de sortie ; et dispose aussi un excellent réseau routier préexistant. L'opération Baytown est l'étape préliminaire du plan dans lequel la 8e armée britannique doit partir du port de Messine, en Sicile, à travers l'étroit détroit pour débarquer près de la pointe de la Calabre le 3 septembre 1943. La courte distance permet directement aux péniches de débarquement de traverser le canal plutôt que d'être transportées par bateau. La 5e division d'infanterie britannique (major-général Gerard Bucknall) du XIIIe corps, commandée par le lieutenant-général Miles Dempsey, doit débarquer du côté nord de la « pointe » tandis que sa 1re division d'infanterie canadienne (major-général Guy Simonds) doit débarquer à Cap Spartivento sur le côté sud. Montgomery est fermement opposé à l'opération Baytown. Selon lui, ce serait un gaspillage d'efforts car il suppose que les Allemands livreront bataille en Calabre ; s'ils ne le font pas, la diversion ne fonctionnera pas et le seul effet de l'opération nécessitera de placer la 8e armée à 480 km au sud du débarcadère principal de Salerne. Cela s’avérera correct ; après l'opération Baytown, la 8e armée britannique se déplaça à 480 km au nord jusqu'à la région de Salerne sans aucune opposition autre que des obstacles techniques.

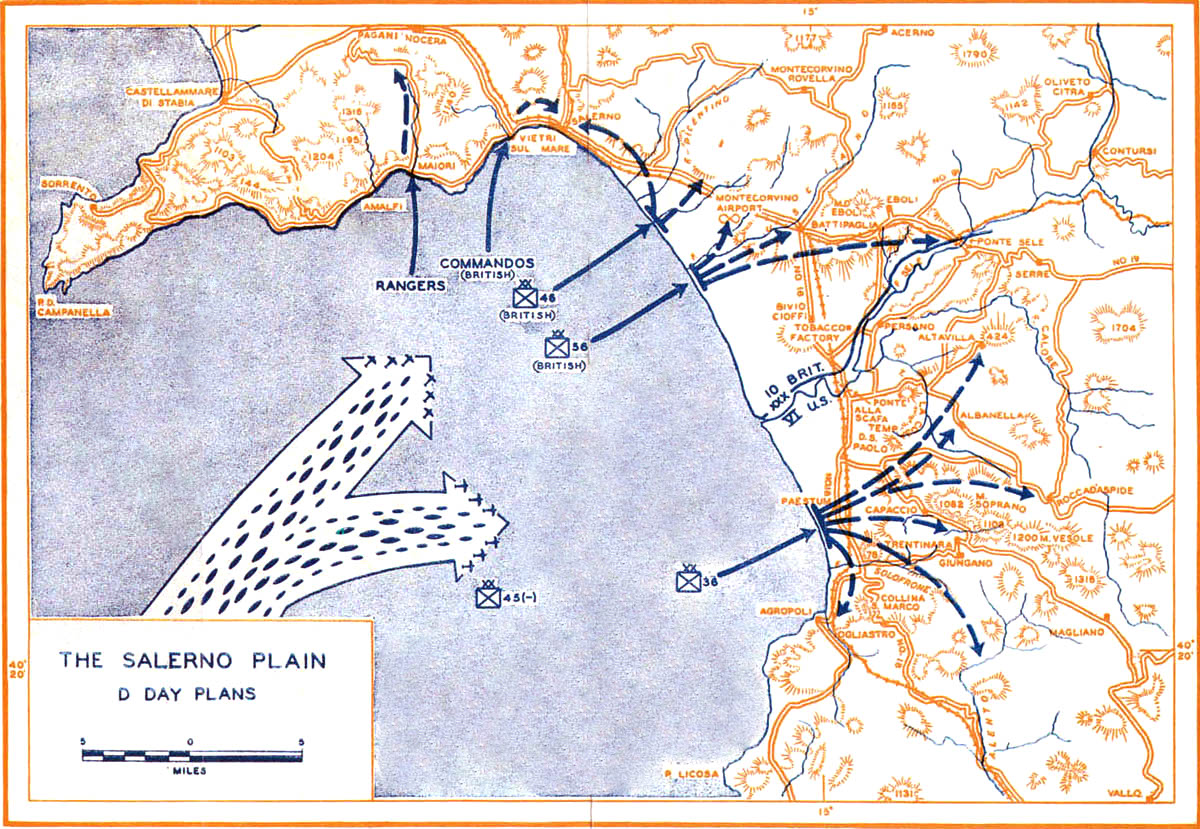
Plan du jour J de Salerne.

Les plans d'utilisation des forces aéroportées alliées prennent plusieurs formes, qui seront toutes annulées. Le plan initial de débarquement de troupes embarquées sur planeurs dans les cols de montagne de la péninsule de Sorrente au-dessus de Salerne est abandonné le 12 août. Six jours plus tard, celui-ci est remplacé par l'opération Giant, dans laquelle deux régiments de la 82e division aéroportée américaine (le général de division Matthew Ridgway) doivent s'emparer et tenir des passages au-dessus du fleuve Volturno. Cela est d'abord élargi pour inclure l'ensemble de la division, y compris un débarquement amphibie par le 325e régiment d'infanterie de planeurs, puis jugé logistiquement insupportable et réduit à un largage de deux bataillons à Capoue pour y bloquer l'autoroute. La capitulation italienne du 3 septembre entraîne l'annulation de l'opération Giant I et son remplacement par l'opération Giant II, un largage du 504e régiment d'infanterie parachutiste sur les aérodromes de Stazione di Furbara et Cerveteri, à 40 km au nord-ouest de Rome. Cela vise à aider les forces italiennes à sauver Rome, peut-être la ville la plus historiquement importante du monde, du rasage allemand, une condition de l'armistice italien,. Parce que la distance des têtes de pont alliées empêche tout soutien substantiel des troupes aéroportées par les Alliés, le brigadier général Maxwell D. Taylor, commandant de division adjoint par intérim de la 82e division aéroportée, est envoyé à Rome pour évaluer la volonté des troupes italiennes de coopérer avec les Américains. Selon Taylor, l'opération est un piège et milite pour l'annuler. Cet avis sera suivi en fin d'après-midi du 8 septembre après le décollage des éclaireurs à bord de leur avion de transport de troupes.
Le débarquement principal (opération Avalanche) est prévu pour le 9 septembre, au cours duquel la force principale doit débarquer autour de Salerne sur la côte ouest. Elle se compose de la 5e armée américaine, sous les ordres du lieutenant-général Mark W. Clark, comprenant le VIe corps américain sous les ordres du général de division Ernest J. Dawley, le Xe corps britannique sous les ordres du lieutenant-général Richard McCreery, avec la 82e division aéroportée en réserve, un total de huit divisions et deux unités de la taille d'une brigade. Ses principaux objectifs sont de s'emparer du port de Naples pour assurer le réapprovisionnement et de couper jusqu'à la côte est, piégeant les troupes de l'Axe plus au sud. Le groupe opérationnel de navires de guerre, de navires marchands et de péniches de débarquement totalisant 627 navires passe sous le commandement du vice-amiral Henry K. Hewitt. À la suite de la couverture aérienne décevante des avions basés à terre lors du débarquement en Sicile, la Force V du HMS Unicorn et quatre porte-avions d'escorte renforcent les croiseurs USS Philadelphia, Savannah, Boise et quatorze destroyers du commandement de Hewitt. La couverture de la Task Force est assurée par la Force H, un groupe de quatre cuirassés britanniques et de deux porte-avions de la flotte avec des destroyers à l'appui, directement subordonné à l'Admiral of the fleet Andrew Cunningham.

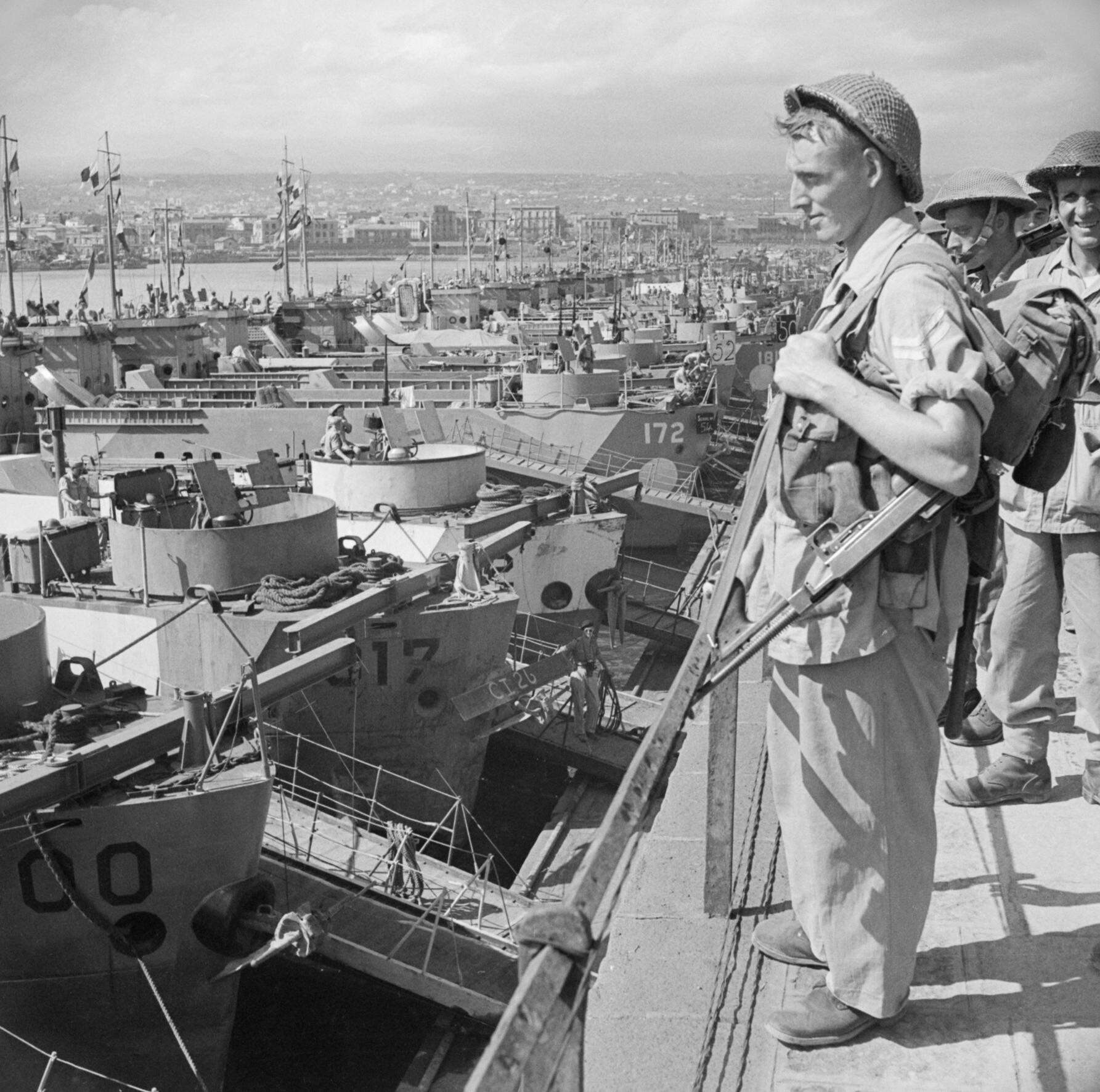
Des hommes du 2e bataillon du Northamptonshire Regiment, qui fait partie de la 17e brigade de la 5e division britannique, attendent de monter à bord des péniches de débarquement à Catane pour l'invasion de l'Italie, le 2 septembre 1943.

Dans la planification originale, le grand attrait de capturer l'important port de Tarente dans le « talon » de l'Italie avait été évident et un assaut envisagé, mais sera rejeté en raison des très fortes défenses s'y trouvant. Cependant, avec la signature de l'armistice avec les Italiens le 3 septembre, le tableau change. Il est décidé de transporter la 1re division aéroportée britannique (major-général George Hopkinson) à Tarente à l'aide de navires de guerre britanniques, de s'emparer du port et de plusieurs aérodromes voisins et de faire suivre par l'expédition dans le Ve corps britannique du lieutenant-général Charles Walter Allfrey et un nombre d'escadrilles de chasse. La division aéroportée, qui effectuait des exercices d'entraînement à deux endroits à 645 km à part, reçut l'ordre le 4 septembre d'embarquer le 8 septembre. Avec un délai aussi court pour créer des plans, l'opération Slapstick fut bientôt surnommée l'opération Bedlam.
Le plan Avalanche utilisant moins de la moitié des troupes débarquées lors de l'opération Husky est audacieux, compte tenu d'une éventuelle résistance de six divisions allemandes. La 5e armée devra débarquer sur un très large 56 km de front, utilisant seulement trois divisions d'assaut (une américaine, la 36e, sous les ordres du major-général Fred L. Walker, du VIe corps, et deux britanniques, la 46e, sous les ordres du major-général John Hawkesworth, et la 56e, sous les ordres du major-général Douglas Graham, du Xe corps), et les deux corps sont largement séparés, tant par la distance (20 km) et par le cours d'eau Sélé. Clark ne fournit initialement aucune troupe pour couvrir la rivière, offrant aux Allemands une voie d'attaque facile, et ne débarque que tardivement deux bataillons pour la protéger. De plus, le terrain s'avère très favorable pour les défenseurs. La planification de la phase de Salerne est accomplie en seulement quarante-cinq jours, au lieu des mois auxquels l'on pourrait s'attendre. Une force de Rangers de l'armée américaine, sous le commandement du lieutenant-colonel William O. Darby, composée de trois bataillons de Rangers américains (les 1er, 3e et 4e) et de deux unités de commandos britanniques, sous les ordres du brigadier Robert Laycock (composé des commandos no 2 et no 41) sont chargés de tenir les cols de montagne menant à Naples, mais aucun plan n'existe pour relier la force des Rangers aux unités de suivi du Xe corps. Enfin, bien qu'une surprise tactique soit peu probable, Clark ordonna qu'aucun bombardement préparatoire naval ou soutien de tir naval n'aie lieu, malgré l'expérience dans le théâtre du Pacifique démontrant cette nécessité. (Le major-général Walker, commandant la 36e division américaine « Arrowhead », pensait que les défenseurs, du 76e corps de blindés de Traugott Herr, étaient trop dispersés pour que cela soit efficace.) L'élément de surprise sera encore limité par la découverte tardive de champs de mines navales au large de Salerne, obligeant les péniches de débarquement à un détour de 20 km (deux heures de perdues) depuis les transports aux plages du débarquement.
Du côté allemand, Kesselring ne dispose pas d'une force conséquente pour repousser le débarquement de Salerne et se voit refuser le déploiement de deux Panzerdivision du nord de l'Italie pour assistance.
L'opération Avalanche était prévue sous le nom de « Top Hat » et appuyée par un plan de tromperie, l'opération Boardman, une fausse menace d'une invasion alliée des Balkans.

### Organisation défensive de l'Axe
À la mi-août, les Allemands avaient formé le groupe d'armées B (Heeresgruppe B) sous Erwin Rommel avec la responsabilité des troupes allemandes en Italie jusque dans une zone au sud que Pise. Quant à l'Oberbefehlshaber Süd d'Albert Kesselring, il continue à être responsable du sud de l'Italie, et l'Oberkommando der Wehrmacht forme un nouveau quartier général de l'armée pour être la principale formation de terrain du commandement de l'armée sud. Le nouveau quartier général de la 10e armée allemande, commandé par Heinrich von Vietinghoff, est activé le 22 août. La 10e armée allemande dispose de deux corps subordonnés avec un total de six divisions positionnées pour couvrir d'éventuels sites de débarquement. Sous le 14e corps de blindés de Hermann Balck se trouve la division Hermann Göring (de Wilhelm Schmalz), la 15e Panzergrenadier-Division (de Eberhard Rodt) et la 16e Panzerdivision (de Rudolf Sieckenius) ; et sous le 76e corps de blindés de Traugott Herr se trouve la 26e division d'infanterie (de Heinrich von Lüttwitz), la 29e Panzergrenadier-Division (de Walter Fries) et la 1re Fallschirmjäger-Division (de Fritz-Hubert Gräser). Von Vietinghoff positionna spécifiquement la 16e Panzerdivision dans les collines au-dessus de la plaine de Salerne.

## Batailles

### Opérations dans le sud de l'Italie

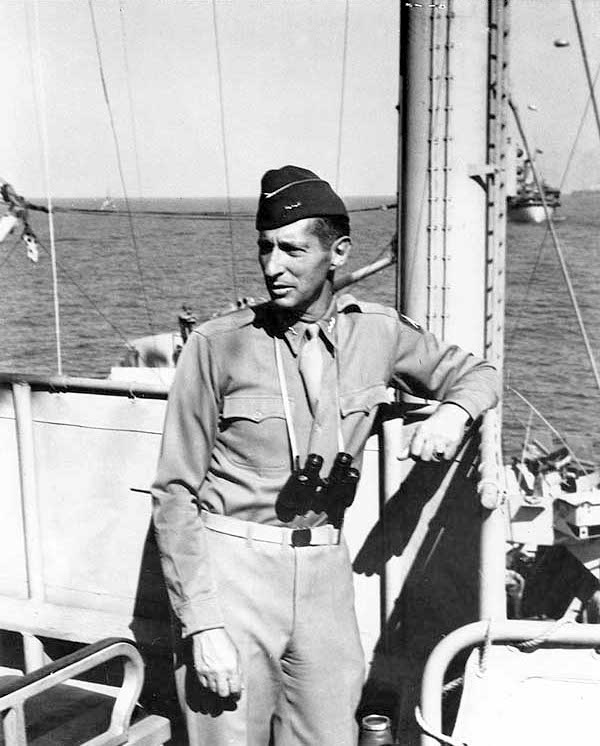
Le lieutenant-général Mark Clark à bord de l' lors du débarquement à Salerne, Italie, 12 septembre 1943.

Le 3 septembre 1943, le XIIIe corps de la 8e armée britannique, commandé par le lieutenant-général Miles Dempsey et composé des 1re division canadienne et 5e division britannique, lance l'opération Baytown sous la direction du général Bernard Montgomery. Les alliés rencontre une faible opposition pendant les débarquements en Calabre et les unités italiennes se rendent quasi immédiatement. Albert Kesselring et son état-major jugent à tort que le point d'attaque allié sera la région de Salerne ou peut-être même au nord de Rome. Il avait donc ordonné au 76e corps de blindés du général Traugott Herr de se retirer de l'engagement avec la 8e armée, ne laissant que le 15e régiment de Panzergrenadier de la 29e Panzergrenadier-Division dans la « pointe » de l'Italie. Le 3 septembre, la majeure partie de cette unité se trouve dans des positions préparées à Bagnara Calabra, à quelque 40 km du débarquement en ayant l'ordre de tenir la position jusqu'au 6 septembre. Après cette date, le régiment rejoint le reste de la 29e Panzergrenadier-Division se concentrant à Castrovillari, à quelque 130 km à l'arrière. Le groupement tactique Krüger (deux bataillons du 71e régiment de Panzergrenadier, 129e bataillon de reconnaissance et détachements d'artillerie et du génie) sous le commandement de la 26e division d'infanterie, se tient alors à Nicotera, environ 24 km jusqu'à la côte de Bagnara.

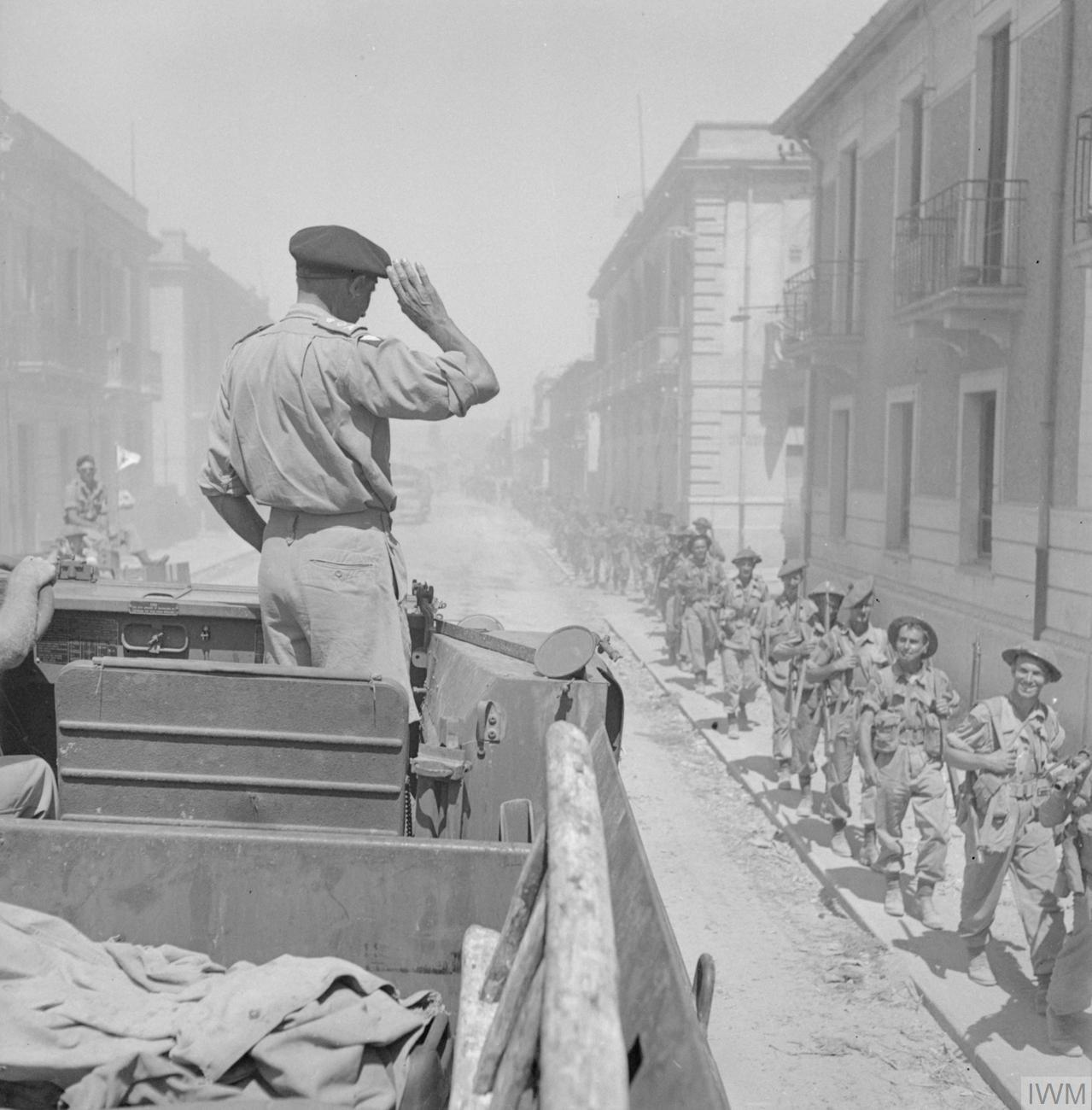
Le général Montgomery salue ses troupes depuis un DUKW, Reggio de Calabre, Italie, septembre 1943.

Le 4 septembre, la 5e division d'infanterie britannique atteint Bagnara Calabra, rejoint le 1er escadron spécial de reconnaissance (arrivé par voie maritime) et chasse le 3e bataillon du 15e régiment de Panzergrenadier de sa position. Le 5 septembre, les alliés survolent Soveria Mannelli (centre de la Calabre) et bombardent tout le long de la zone en aval de la ville, où se trouvent des bases et des entrepôts nazis. Heureusement, la zone urbaine sera à peine endommagée. Le 7 septembre, un contact est pris avec le groupement tactique Krüger. Le 8 septembre, le 231e groupe-brigade indépendant, sous les ordres du brigadier Robert Urquhart, débarque par la mer à Pizzo Calabro, quelque 24 km derrière les défenses de Nicotera. Ils se retrouvent attaqués du nord par une force mobile de la 26e Panzerdivision et du sud par le groupement tactique Krüger qui se repliait de la position de Nicotera. Après une première attaque sans aucune progression, le groupement tactique Krüger dévie mais l'attaque du nord se poursuit toute la journée avant que toute la force allemande ne se retire au crépuscule.
Les progrès s'avèrent laborieux car les ponts démolis, les barrages routiers et les mines retardent la 8e armée. La nature et le relief du sud de l'Italie empêche tout contour des obstacles. La vitesse d'avance des Alliés dépend donc entièrement de la vitesse à laquelle leurs ingénieurs peuvent répondre aux problèmes posés par les obstacles (naturels ou artificiels). Ainsi, les objections de Montgomery à l'opération s'avéreront correctes : la 8e armée ne peut fixer les unités allemandes refusant la bataille et le principal obstacle à leur avance s'avérera être le terrain et les démolitions ennemies de routes et de ponts.
Le 8 septembre, Kesselring avait concentré la 10e armée de Heinrich von Vietinghoff, prête à répondre rapidement à tout débarquement allié. En Calabre, le 76e corps de blindés de Herr dispose de deux divisions concentrées dans la région de Castrovillari. Sa troisième division, la 1re Fallschirmjäger-Division, est déployée vers Tarente. L'arrière-garde à la pointe est le groupement tactique von Usedom, comprenant un seul bataillon (1 / 67e Panzergrenadier Regiment) avec des détachements d'artillerie et du génie. Pendant ce temps, le 14e corps de blindés de Balck est positionné pour faire face à d'éventuels débarquements depuis la mer avec la 16e Panzergrenadier-Division dans le golfe de Salerne, la division Hermann Göring près de Naples et la 15e Panzergrenadier-Division au nord dans le golfe de Gaète.
Le 8 septembre (avant l'invasion principale), la reddition de l'Italie aux Alliés est annoncée, d'abord par le général Eisenhower, puis dans la proclamation de Badoglio par le gouvernement italien. Les unités italiennes cessent le combat et la marine navigue vers les ports alliés pour se rendre. Les forces allemandes en Italie s'y sont préparées et ont mis en œuvre l'opération Achse pour désarmer les unités italiennes et occuper d'importantes positions défensives.
L'opération Slapstick débute le 9 septembre. Le premier échelon de la 1re division aéroportée britannique arrive sur quatre croiseurs britanniques, un croiseur américain et le mouilleur de mines rapide britannique HMS Abdiel. Les cuirassés italiens Andrea Doria, Caio Duilio et deux croiseurs avaient appareillés pour se rendre à Malte. Aucun soldat allemand ne prenait position à Tarente et le débarquement ne rencontra aucune opposition. Les seules victimes surviennent lorsque l'Abdiel heurte une mine au mouillage et coule en quelques minutes, faisant 168 morts et 126 blessés. Le 11 septembre, lorsque des patrouilles sont déployées dans la zone,des escarmouches surviennent avec des éléments de la 1re division allemande de parachutistes. Mais celle-ci ne peut rien faire d'autre que de se replier car la plupart de ses effectifs sont attachés à la 26e Panzerdivision et à la division Hermann Göring à Salerne. Le major général George Hopkinson, General Officer Commanding de la 1re division aéroportée britannique, est tué dans l'une de ces actions. Le 11 septembre, les ports de Bari et Brindisi, toujours sous contrôle italien, sont occupés.

### Débarquements de Salerne
L'opération Avalanche – la principale invasion de Salerne par la 5e armée américaine sous le commandement du lieutenant-général Mark Clark – débute le 9 septembre 1943, et afin d'assurer la surprise, il est décidé d'attaquer sans bombardement naval ou aérien préalable. Cependant, comme l'avait prédit l'amiral Henry Hewitt, commandant de la force amphibie, la surprise tactique échoue. Alors que la première vague de la 36e division d'infanterie américaine du major-général Fred L. Walker s'approche de la côte de Paestum à 03 h 30, un haut-parleur de la zone de débarquement proclama en anglais : « Venez et rendez-vous. Nous nous occupons de vous. » Les troupes alliées décident néanmoins de mener l'attaque.

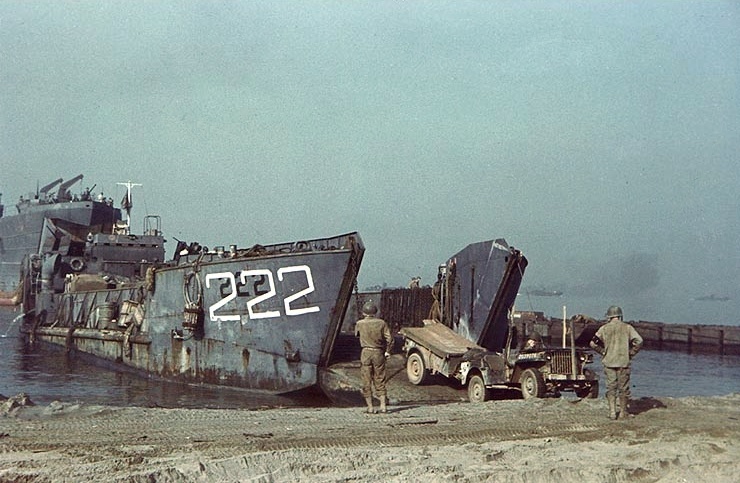
Une péniche de débarquement de chars de la marine américaine déchargeant une jeep de l'armée américaine à Salerne.

Le général de division Rudolf Sieckenius, commandant de la 16e Panzerdivision avait organisé ses forces en quatre groupements tactiques mixtes qu'il avait placé à environ 10 km de distance et entre 5 et 10 km des plages. Le groupe Dőrnemann se trouve juste à l'est de Salerne (et fait donc face à la 46e division d'infanterie britannique du major-général John Hawkesworth lors de son débarquement), le groupement tactique Stempel se trouve entre Pontecagnano et Battipaglia (et fait donc face à la 56e division d'infanterie britannique du major-général Douglas Graham), le groupement tactique Holtey joue un rôle de réserve à Persano, sur le fleuve Sélé, qui forme la frontière entre le Xe corps britannique du lieutenant-général Richard McCreery et le VIe corps américain du major-général Ernest J. Dawley, tandis que le groupement tactique von Doering responsable du secteur Albanella à Rutino, se tient en position à 6 km au sud-est d'Ogliastro, un peu au sud des plages de la 36e division américaine.
Le Xe corps britannique, composé des 46e et 56e divisions d'infanterie britanniques et d'une force d'infanterie légère de Rangers de l'armée américaine et de commandos britanniques de la 2e brigade de service spécial du brigadier Robert Laycock, rencontre des oppositions mitigées durant ses débarquements. Les Rangers américains ne rencontrent aucune opposition et avec le soutien des canons du HMS Ledbury saisi leurs objectifs de col de montagne tandis que les Commandos no 2 (Armée) et no 41 (Royal Marines), opèrent également sans opposition et parviennent à sécuriser les hauteurs de chaque côté de la route à travers le col de Molina sur la route principale de Salerne à Naples. Au début, des unités légères du Commando no 2 se dirigent vers Salerne et repoussent une petite force de chars et de véhicules blindées du 16e bataillon de reconnaissance Panzer. Les commandos britanniques capturent la ville de Salerne après de sérieux combats : les Commandos no 40 et no 41 dénombrent neuf tués et trente-sept blessés.

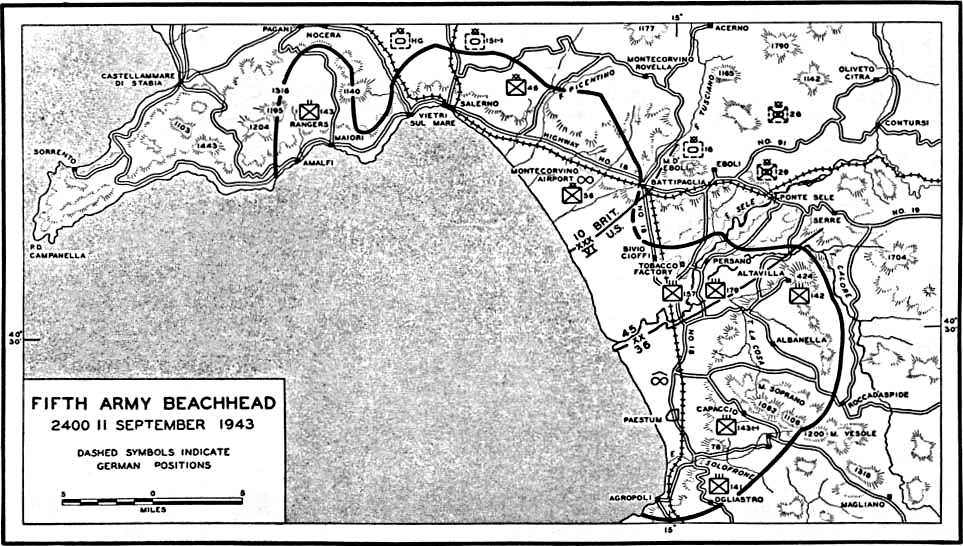
Carte de la tête de pont de Salerne à la fin du 11 septembre 1943.

Cependant, les deux divisions d'infanterie britanniques rencontrent une résistance déterminée et doivent se frayer un chemin à terre avec l'aide de bombardements navals. L'intensité de la résistance allemande force les commandants britanniques à concentrer leurs forces, plutôt que de s'éparpiller en vue d'une jonction avec les Américains au sud.
À Paestum, les deux bataillons de tête de la 36e (Texas) division (issus des 141e et 142e régiments d'infanterie) se heurtent à une vive résistance de la part de deux compagnies du groupe von Doering. Les observateurs allemands de Monte Soprano dirigent le feu sur la péniche de débarquement. Le LST 336 subit 18 coups au but, et certains LCT et DUKW battent en retraite pour éviter les tirs d'obus allemands. La division, qui n'avait jamais combattu auparavant, a dans l'imaginaire collectif qu'à la suite de la reddition italienne, les débarquements seront qu'une question de routine. Le 141e régiment perdit sa cohésion et échoua à tenir une percée pendant la journée, rendant impossible le débarquement des armes de soutien et des magasins, les laissant sans artillerie ni canons antichars. Cependant, le 142e régiment s'en est mieux sorti et avec le soutien du 143e régiment, la formation de réserve (ayant débarqué à 08 h 00), parvient à avancer. Les dragueurs de mines dégagent un chenal côtier peu après 09 h 00. En fin de matinée, les destroyers opèrent à moins de 90 m du rivage pour bombarder les positions allemandes sur Monte Soprano. Les USS Philadelphia et Savannah concentrent leurs canons de 150 mm contre les chars allemands, déclenchant un barrage d'obus navals totalisant onze mille tonnes avant que la tête de pont de Salerne ne soit sécurisée.
À la fin de la première journée, la 5e armée, bien qu'ayant pas atteint tous ses objectifs, mène un début de campagne prometteur : les deux divisions d'assaut du Xe corps britannique avaient pénétré entre 8 et 11 km à l'intérieur des terres et les forces spéciales avancé vers le nord à travers la péninsule de Sorrente et scrutaient la plaine de Naples. Au sud, la 36e division américaine s'établit dans la plaine au droit du fleuve Sélé et les hauteurs jusqu'à 8 km à l'intérieur des terres, bien que le 141e régiment soit toujours coincé près de la plage. Le commandant du 14e Panzerkorps, Hermann Balck, qui avait vu les groupements tactiques de la 16e Panzerdivision opérer comme prévu, décide de mener le 15e Panzergrenadier de la même manière. Pendant ce temps, au sud, la 29e division de Panzergrenadier du 76e Panzerkorps est également dirigée vers Salerne. Aucune des deux parties n'avait pris l'initiative.

### Réponse de laLuftwaffe
Les avions de la Luftwaffe commencent à mitrailler et à bombarder les plages d'invasion peu après 04 h 00 le matin du 9 septembre, avant que le Xe corps ne s'empare de l'aérodrome de Montecorvino à 5 km à l'intérieur des terres plus tard dans la journée, détruisant trois douzaines d'avions allemands ; mais le fait de ne pas capturer les hauteurs à l'intérieur des terres laissa l'aérodrome à portée facile de l'artillerie allemande et donc inutilisable par les avions alliés. Le 10 septembre, des bombardiers allemands visent le navire amiral USS Ancon de l'amiral Hewitt alors qu'il sert de quartier général au général Clark. Le vaisseau amiral dénombrera trente « alertes rouges » sur une période de 36 heures en réponse à 450 sorties de la Luftwaffe. L'amiral Hewitt rapporte notamment : « La situation aérienne ici est critique». Les porte-avions avaient l'intention de se replier le 10 septembre, mais sont restés avec la navigation d'invasion afin que leurs Supermarine Seafire puissent fournir la couverture aérienne que les planificateurs d'invasion s'attendaient à opérer à partir de Montecorvino.
Quatre-vingt-cinq navires alliés sont touchés par des bombes allemandes au large de Salerne. Les bombes planantes Fritz X larguées par les Dornier Do 217 mettent hors de combat l'USS Savannah et ratent de peu l'USS Philadelphia le matin du 11 septembre. Le lendemain matin, Clark déménage son quartier général à terre et Hewitt est transféré avec son état-major sur le petit vaisseau amiral de la force amphibie USS Biscayne, afin que l'USS Ancon puisse se replier sereinement en Afrique du Nord.

### Consolidation de la tête de pont

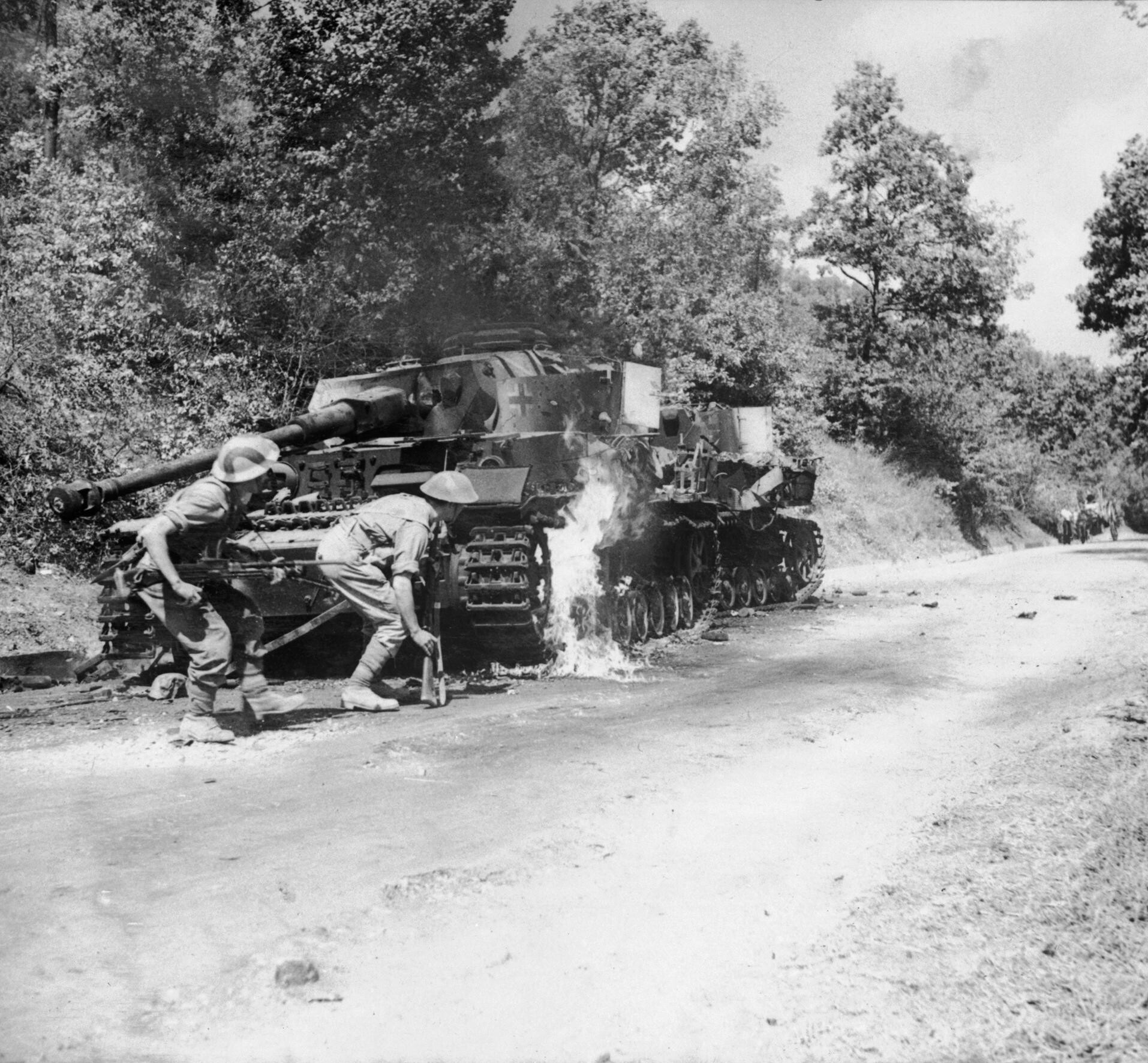
Des hommes du 2/6e bataillon du régiment royal de la Reine avancent devant deux chars allemands PzKpfw IV en feu dans la région de Salerne, le 22 septembre 1943.

Les Alliés se sont battus pour étendre leur tête de pont pendant trois jours tandis que les Allemands se défendaient obstinément pour masquer l'accumulation de leurs renforts pour une contre-offensive. Le 10 septembre, Clark visite le champ de bataille et juge peu probable que le Xe corps puisse pousser rapidement vers l'est après Battipaglia pour se lier au VIe corps. Étant donné que la ligne de poussée principale du Xe corps devait être au nord vers Naples, il décida de déplacer le VIe corps au nord du fleuve Sélé et de déplacer le gros de la 45e division américaine du major général Troy Middleton dans le saillant. Compte tenu des renforts ennemis venant du nord, il ordonne également à un groupe d'armées mixtes de la taille d'un bataillon de renforcer les Rangers le lendemain. Au cours de la même période, des renforts allemands sont déployés sur le champ de bataille. Les unités, à court de transport et soumises à d'autres retards, arrivent au coup par coup et sont formées en groupements tactiques ad hoc pour une action immédiate. Le 13 septembre, tous les renforts immédiatement disponibles étaient arrivés, y compris des éléments supplémentaires de la 3e division de Panzergrenadier qui avaient été libérés par le Generalfeldmarschall Kesselring de plus au nord près de Rome. En revanche, le renforcement allié sera limité par le manque de transport disponible pour l'opération. Le 12 septembre, la 5e armée fait face à une grave pénurie d'infanterie sur le terrain. Le 12 septembre, le général Harold Alexander, commandant du 15e groupe d'armées, rapporte au général Alan Brooke, Chief of the Imperial General Staff, à Londres : « Je ne suis pas satisfait de la situation de l'opération Avalanche. La montée en puissance est lente et les unités sont cloués à une tête de pont fragile. Tout est fait pour leur soutenir la percée des unités et du matériel. Je m'attends à une lourde contre-attaque allemande imminente».
Le 12 septembre, le Xe corps se doit d'adopter une posture défensive car chaque bataillon est engagé et aucune réserve n'est disponible pour former une attaque. Au sud, la 36e division fait quelques progrès, mais vers midi une contre-attaque des éléments de la 29e Panzergrenadier Division envahit le 1er bataillon du 142e régiment d'infanterie.

### Contre-attaques allemandes
Le 13 septembre, les Allemands lancent leur contre-offensive. Alors que les groupements tactiques Hermann Göring attaquent le flanc nord de la tête de pont, l'attaque principale stagne à la frontière entre les deux corps alliés qui s'étendent à peu près de Battipaglia à la mer, le poids le plus important devant tomber du côté du VIe corps. Le matin du 13 septembre, des éléments de la 36e division du général de division Walker attaquent et capturent Altavilla sur les hauteurs à environ 14 km derrière Paestum, mais une contre-attaque les force à se replier à la tombée de la nuit. Au cours de l'après-midi, deux groupements tactiques allemands, Kleine Limburg et Krüger, attaquent Persano et envahissent le 1er bataillon du 157e d'infanterie avant de traverser la Sélé pour engager le 2e bataillon du 143e d'infanterie et l'anéantir pratiquement.
Les groupements tactiques poursuivent leur frappe au sud et au sud-ouest jusqu'à atteindre le confluent du Sélé et de son grand affluent le Calore, où ils sont arrêtés par des tirs d'artillerie à ciel ouvert, des tirs de la marine et une position d'infanterie de fortune occupée par des artilleurs, des chauffeurs, des cuisiniers ou commis et toute autre personne que le major-général Walker pourrait rassembler. L'état-major de Clark formule divers plans d'évacuation : l'opération Brass Rail envisage Clark et son état-major de la 5e armée quittant la tête de pont pour établir un quartier général à flot à bord du HMS Hilary. L'opération Sealion envisage de déplacer le Xe corps britannique à Paestum avec le VIe corps, tandis que l'opération alternative Seatrain envisage de déplacer le VIe corps vers le secteur du Xe corps. La marine proteste contre le fait qu'il serait impossible d'inverser le processus de débarquement car le chargement des péniches de débarquement échouées les rendrait plus lourdes et incapables de se retirer de la plage. Les conseils des supérieurs et des subordonnés ont convaincu Clark de continuer à se battre, et nia ensuite très sérieusement d'envisager toute évacuation.

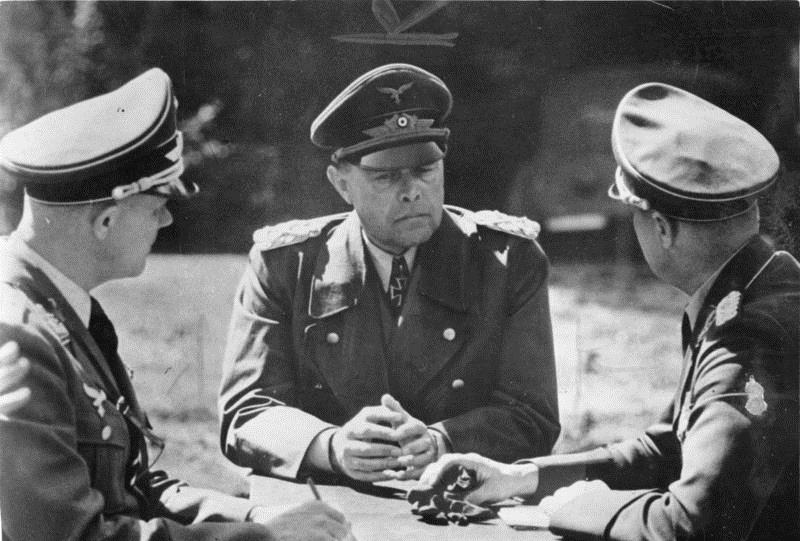
Le Generalfeldmarschall Albert Kesselring, commandant des forces allemandes en Italie.

Le VIe corps américain avait alors perdu la majeure partie de trois bataillons, et les unités avancées de ses deux divisions ont donc été retirées pour réduire la longueur de la ligne défensive. La 45e division se consolide alors sur la position Sélé – Calore tandis que la 36e division se trouve sur les hauteurs (côté mer) du ruisseau La Caso (qui se jette dans le Calore). Le nouveau périmètre est tenu avec l'aide de la 82e division aéroportée du major-général Matthew Ridgway. Deux bataillons (environ 1 300 parachutistes) du 504e régiment d'infanterie parachutiste du colonel Reuben Henry Tucker III, après l'annulation de l'opération Giant II, avaient été chargés d'exécuter la version finale de l'opération Giant I à Capoue dans la soirée du 13 septembre. Mais, rencontrant un imprévu, ils sont parachutés à l'intérieur de la tête de pont, guidés par des radars Rebecca/Eureka et se déplacent immédiatement dans la ligne de front à droite du VIe corps. La nuit suivante, la crise passée, le 505e régiment d'infanterie du colonel James Gavin est déployé, parachutant 2 100 soldats dans la tête de pont et renforçant les deux bataillons du 504e régiment. La crise s'éclaircit dans l'après-midi du 14 septembre, lorsqu'est débarqué la dernière unité de la 45e division du 180e régiment d'infanterie. Clark put la placer en réserve plutôt qu'en ligne. Le 325e régiment d'infanterie, renforcé par le 3e bataillon, (504e régiment), débarque par la mer le 15 septembre. Un largage nocturne de 600 parachutistes du 509e bataillon d'infanterie parachutiste pour perturber les mouvements allemands derrière les lignes dans les environs d'Avellino est largement dispersé et l'opération a échoué. Les Américains dénombrent des pertes importantes. Dans le secteur du Xe corps, les éléments de tête de la 7e division blindée britannique du général de division George Erskine et la 23e brigade blindée sont débarqués.
Avec un fort soutien d'artillerie naval de la Royal Navy et bien servi par l'artillerie de la 5e armée, les unités d'infanterie renforcées et réorganisées résistent aux tentatives de percée allemandes le 14 septembre. Les pertes allemandes, en particulier dans les chars, s'avèrent sévères. Le 14 septembre et la nuit suivante, Tedder ordonne à tous les avions disponibles de soutenir la 5e armée, y compris la force de bombardiers stratégiques. Plus de 1 000 tonnes de bombes seront larguées pendant la journée.

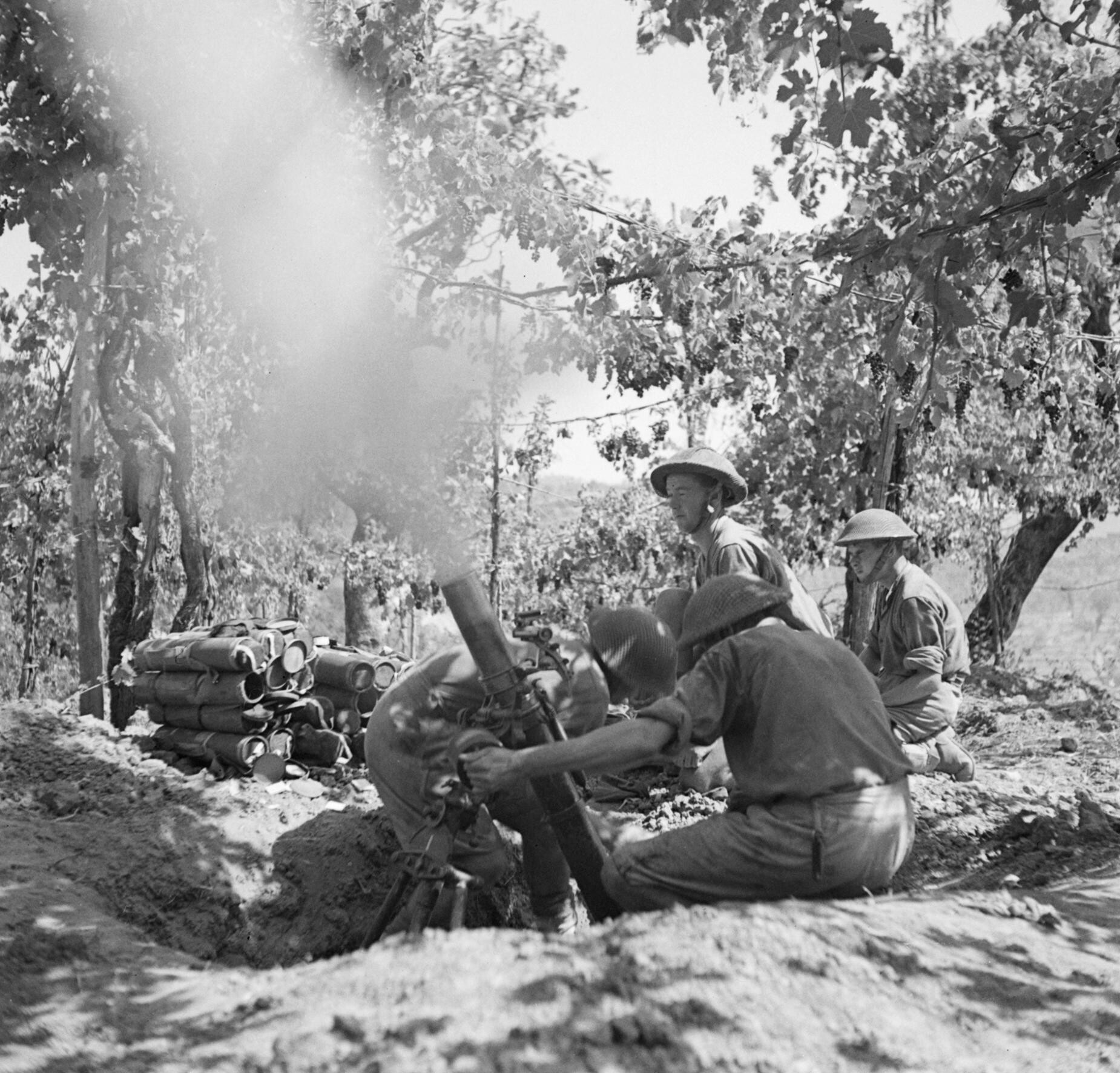
Hommes du 5e bataillon (Hampshire Regiment) maniant un mortier de 3 pouces à Salerne, le 15 septembre 1943.

Le 15 septembre, les 16e et 29e Panzergrenadier Divisions se mettent sur la défensive, marquant la fin de l'offensive vers Paestum. Plus au nord, le groupe Schmalz de la division Hermann Göering attaque par surprise la 128e brigade Hampshire (comprenant trois bataillons, les 2e, 1/4e et 5e du Hampshire Regiment), de la 46e division britannique, sur les hauteurs à l'est de Salerne. La colonne blindée suivante sera interceptée et repoussée, laissant l'infanterie allemande exposée.
L'effort de bombardement allié se poursuit le 15 septembre, bien que légèrement moins intensif que la veille, tout comme le bombardement naval. L'arrivée au large des plages des cuirassés britanniques HMS Warspite et Valiant et leurs canons de 381 mm, donnent aux troupes alliées un regain de moral, ceux-ci participeront aux 2592 coups navals tirés ce jour-là.
Le 15 septembre, Kesselring rapporta à l'Oberkommando der Wehrmacht que la supériorité aérienne et navale alliée avait forcé le 76e Panzerkorps sur la défensive, et qu'un succès décisif dépendrait de l'attaque du 14e Panzerkorps. Si cela échoue, la 10e armée doit interrompre la bataille pour éviter la « mutilation ».
Le 16 septembre, le groupe Schmalz renouvelle ses efforts sur le front du Xe corps mais sans plus de succès, le Commando no 2 compte plusieurs pertes, dont le capitaine Henry Wellesley, 31 ans, alors duc de Wellington. Les forces aériennes et marines alliées font face à plusieurs attaques ennemies, dont une attaque aérienne par des bombardiers Dornier Do 217 K-2 armés de bombes planées radiocommandées Fritz X visant le Warspite, l'obligeant de rejoindre Malte pour réparation.

### Pression de la8earmée
Le 9 septembre, les formations de Montgomery s'étalent le long des routes côtières du « pied » de l'Italie. L'accumulation des troupes à travers le détroit de Messine s'avéra lente et ceux-ci manquait de moyens de transport. Le 9 septembre, il décide d'arrêter ses formations afin de se réorganiser avant de poursuivre, mais le général Alexander lui répond le 10 septembre : « Il est de la plus haute importance que vous mainteniez la pression sur les Allemands afin qu'ils ne puissent pas retirer des forces de votre front et les concentrer contre l'opération Avalanche ». Ce message est appuyé le 12 septembre par une visite personnelle du chef d'état-major d'Alexandre, le brigadier A. A. Richardson. Montgomery n'avait pas le choix et, tout en réorganisant le corps principal de ses troupes, déploya des forces légères sur la côte à Castrovillari et Belvedere le 12 septembre, toujours à quelque 128 km du champ de bataille de Salerne. Le 14 septembre, il est en mesure d'amorcer une avancée plus générale et, le 16 septembre, la 5e division d'infanterie britannique avait atteint Sapri, à 40 km de Belvedere Marittimo, où des patrouilles avancées prirent contact avec des patrouilles de la 36e division du VIe corps.

### Retrait des Allemands

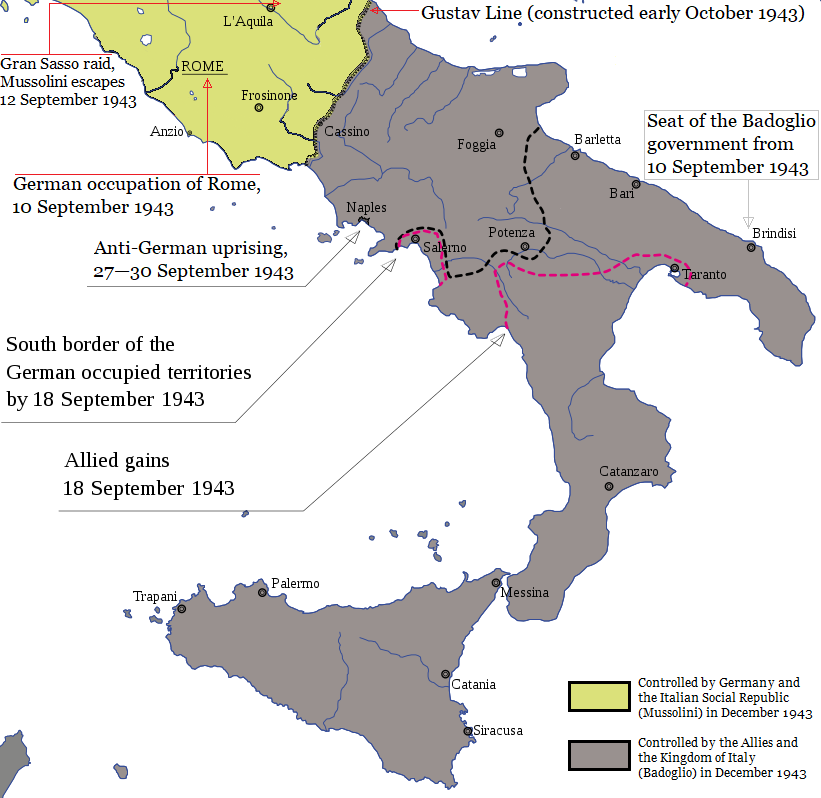
Situation militaire italienne en septembre 1943.

Le 16 septembre, von Vietinghoff rapporte à Kesselring que la supériorité aérienne et navale alliée est décisive et qu'il n'a pas le pouvoir de la neutraliser. La 10e armée avait réussi à empêcher la coupure des troupes, et continuer la bataille ne ferait qu'inviter de lourdes pertes. L'approche de la 8e armée constitue également une menace. Il recommanda d'interrompre la bataille, de pivoter sur Salerne pour former une ligne défensive, préparatoire à un retrait les 18/19 septembre. L'accord de Kesselring parviendra à von Vietinghoff au début du 17 septembre.
Le général Hermann Balck, commandant le 14e Panzerkorps – la principale formation blindée près de Salerne – annonce que ses chars « souffraient beaucoup des tirs navals alliés, avec lesquels [ils] n'avaient rien à contrer». Cela encouragea une retraite des zones couvertes par les tirs navals alliés.
Le commandant en chef des forces dans la région de Salerne, le général Vietinghoff, rapporte à son supérieur que ses attaques « n'avaient pas pu atteindre leur objectif en raison des tirs de canons navals et d'avions volant à basse altitude». Le soutien aérien et naval allié, supérieur au soutien allemand, a pu aider l'avance alliée dans une large mesure.

### Mutinerie de Salerne
La bataille de Salerne a également été le site de la mutinerie de Salerne déclenchée par environ 500 hommes du Xe corps britannique, comptant plus de 6 000 victimes dans leur rang, qui, le 16 septembre, ont refusé l'affectation à de nouvelles unités en remplacement des blessés au combat. Comprenant auparavant qu'ils retourneraient dans leurs propres unités dont ils avaient été séparés lors des combats de la campagne d'Afrique du Nord, principalement parce qu'ils avaient été blessés. Finalement, le commandant du corps, le lieutenant-général Richard McCreery, persuada environ la moitié des hommes de suivre leurs ordres. Les autres furent traduits en cour martiale. Trois sous-officiers ayant mené la mutinerie seront condamnés à mort mais la peine ne sera pas exécutée ; ils seront finalement autorisés à rejoindre les unités.

### Nouvelles avancées alliées

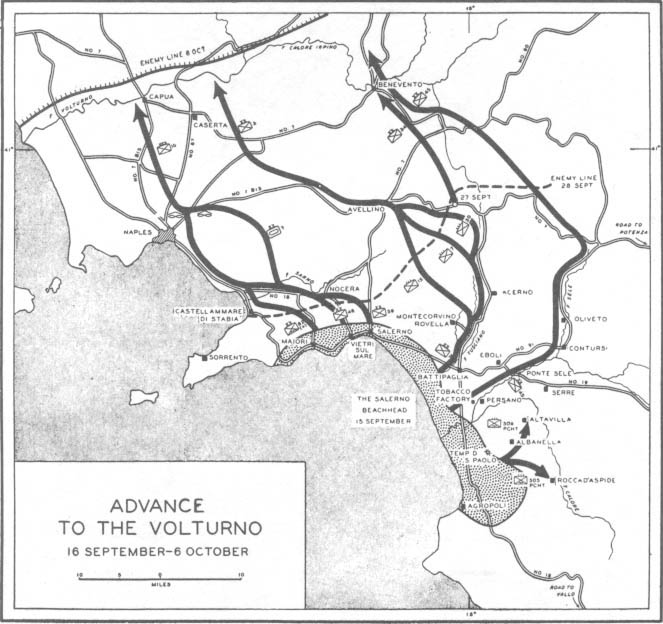
Avance alliée jusqu'au fleuve Volturno.

La tête de pont de Salerne étant sécurisée, la 5e armée commence son attaque au nord-ouest en direction de Naples le 19 septembre. Le lendemain, le major-général Ernest J. Dawley, le commandant du VIe corps américain, est relevé de son commandement par Clark et remplacé par le major-général John P. Lucas. La 82e division aéroportée américaine, après avoir subi de graves pertes près d'Altavilla, est transférée au Xe corps britannique, rejoignant les Rangers de l'armée américaine et la 23e brigade blindée britannique sur la péninsule de Sorrente pour flanquer les défenses allemandes à Nocera Inferiore, Sant'Antonio Abate et Angri, que la 46e division d'infanterie britannique a attaqué. La 7e division blindée britannique, passant par la 46e division, se voit confier la tâche de prendre Naples, tandis que la 3e division d'infanterie américaine nouvellement débarquée prend Acerno le 22 septembre et Avellino le 28 septembre.
La 8e armée fait de bons progrès à partir de la « pointe » malgré les démolitions allemandes et se lie à la 1re division aéroportée britannique à Tarente. La 8e armée concentre alors ses forces à l'est des Apennins et pousse vers le nord le long de la côte Adriatique en passant par Bari. Le 27 septembre, la 8e armée s'empare du grand complexe d'aérodrome près de Foggia, un objectif majeur des Alliés.
Dans le même temps, le Xe corps britannique progresse ; ils franchissent les cols montagneux de Monti Lattari et s'emparent d'un pont vital sur le cours d'eau Sarno à Scafati. Ils encerclent alors le Vésuve et se préparent à avancer sur Naples. Les troupes allemandes occupant cette ville provoquent une rébellion de la population qui débute le 27 septembre. Avec l'avancée rapide du Xe corps et Naples en rébellion, les Allemands sont contraints d'évacuer. Le 1er octobre, l'escadron « A » du 1er King's Dragoon Guards entre en premier dans la ville. L'ensemble de la 5e armée, désormais composée de cinq divisions américaines et trois britanniques, atteint la ligne du fleuve Volturno le 6 octobre. Cela fournira une barrière défensive naturelle, sécurisant Naples, la plaine de Campanie et les aérodromes vitaux contre une contre-attaque allemande.
Pendant ce temps, sur la côte adriatique, la 8e armée s'avança jusqu'à une fortification allant de Campobasso à Larino et Termoli, sur le fleuve Biferno.

## Conséquences

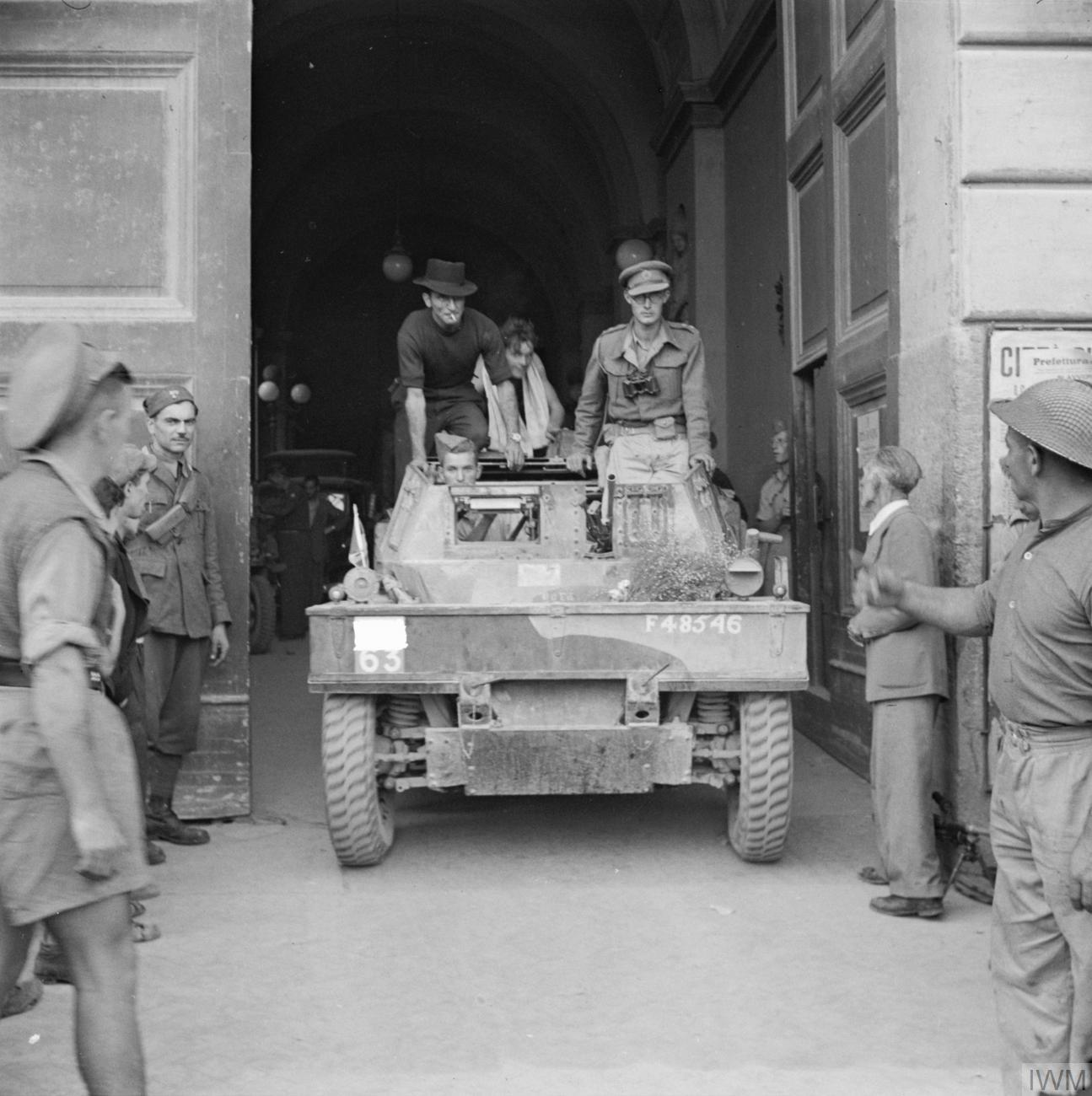
Voiture de reconnaissance Daimler du 1er King's Dragoon Guards à la mairie de Naples, 1er octobre 1943.

La 10e armée avait failli vaincre la tête de pont de Salerne. La résistance initiale obstinée des groupements tactiques de la 16e Panzerdivision et la capacité des Allemands à les renforcer par voie terrestre plus rapidement que les Alliés ne pouvaient débarquer des forces de suivi par mer ou par air avaient presque fait basculer la bataille. Les planificateurs de la 5e armée avaient concentré le poids principal de ses forces dans le Xe corps sur son aile gauche, conformément à son objectif majeur d'avancer sur Naples, laissant son aile droite en manque de moyen pour défendre le flanc droit du Xe corps. En fin de compte, les Allemands, conscients du temps limité disponible pour faire face au débarquement de Salerne en raison de l'arrivée inéluctable en temps voulu de la 8e armée, ont été obligés de mener des tentatives précipitées et non coordonnées pour forcer une décision rapide et ont échoué à percer les lignes alliées et à exploiter les gains face à la supériorité aérienne totale des Alliés et au soutien de l'artillerie et des tirs navals. Les Alliés avaient eu la chance qu'à cette époque Adolf Hitler se soit rangé du côté de son commandant de groupe d'armées en Italie du Nord, le Generalfeldmarschall Erwin Rommel, estimant que défendre l'Italie au sud de Rome n'était pas une priorité stratégique. En conséquence, Kesselring se vit interdire tout appel aux réserves du groupe d'armées du Nord.
Le succès de la 10e armée à infliger de lourdes pertes et les arguments stratégiques de Kesselring ont conduit Hitler à convenir que les Alliés devaient être tenus à l'écart des frontières allemandes et empêchés de gagner les ressources pétrolières des Balkans. Le 6 novembre, Hitler retire Rommel afin de superviser le renforcement des défenses dans le nord de la France et donne à Kesselring le commandement de toute l'Italie avec pour mission de garder Rome aux mains des Allemands aussi longtemps que possible.
Début octobre 1943, tout le sud de l'Italie est aux mains des Alliés, et les armées alliées se tiennent face à la ligne Volturno, la première d'une série de lignes défensives préparées traversant l'Italie à partir desquelles les Allemands choisiront de combattre des actions retardatrices, cédant lentement du terrain et gagnant du temps pour achever leur préparation de la ligne Gustave, leur ligne défensive la plus solide au sud de Rome. L'étape suivante de la campagne d'Italie deviendra pour les armées alliées une corvée écrasante et attritionnelle contre des défenses habiles, déterminées et bien préparées dans des conditions de terrain et météorologiques, favorisant la défense et entravant les avantages alliés en matière d'équipement mécanisé et de supériorité aérienne. Il faudra attendre la mi-janvier 1944 pour traverser les lignes défensives Volturno, Barbara et Bernhardt pour atteindre la ligne principale, épine dorsale des défenses de la ligne Gustave, préparant le terrain pour les quatre batailles de Monte Cassino qui se dérouleront entre janvier et mai 1944.

### Décoration de Clark
Le lieutenant-général Mark W. Clark, commandant de la 5e armée américaine, reçut la Distinguished Service Cross, la deuxième plus haute distinction américaine pour sa bravoure au combat, pour son leadership en première ligne pendant cette campagne. Il se remarqua fréquemment dans les positions les plus avancées en encourageant les troupes. Cependant, de l'avis de l'historien Carlo D'Este, Clark « croyait à tort qu'il avait sauvé l'invasion alliée par son leadership, alors qu'en fait c'est précisément son inexpérience qui a précipité la plupart des problèmes auxquels la force d'invasion était confrontée».

### Lectures complémentaires
- Ralph S. Mavrogordato, Command Decisions, 2000 reissue, 1960 (lire en ligne), « 12 Hitler's Decision on the Defense of Italy »